# Kirchberg (Haute-Bavière)
Pour les articles homonymes, voir Kirchberg.
Kirchberg est une commune de Bavière (Allemagne), située dans l'arrondissement d'Erding, dans le district de Haute-Bavière.